# Stimorol
Stimorol is kauwgommerk dat 1956 door de Deense snoepfabrikant Dandy op de markt werd gebracht, het merk is sinds 2022 in handen van Perfetti Van Melle. 
Oorspronkelijk was het enkel in Scandinavië verkrijgbaar tot ongeveer 1962, toen nam Klaas Kamphuis N.V. de verkoop in Nederland en de rest van Europa voor zijn rekening. In 1970 veranderde Klaas Kamphuis zijn naam in Nedan, wat stond voor Netherlands en Dandy.
In 1978 bracht Stimorol een suikervrije kauwgom op de markt. In de jaren 90 waren ook andere smaken (met onder andere fruit en munt) verkrijgbaar. Rond 1981 kwam Stimorol met Stimo Mint.
Dandy was in 1915 opgericht door Holger Sørensen onder de naam Vejle Caramel og Tablet fabrik. In 2002 werden de kauwgommerken van Dandy overgenomen door het Engelse Cadbury Schweppes. Dandy veranderde de bedrijfsnaam in Gumlink en ging verder met het maken van private merken. Cadbury Schweppes werd in 2008 gesplitst waarbij het merk Stimorol naar Cadbury ging. In 2010 ging Cadbury op in het Amerikaanse Kraft Foods. In 2012 bracht Kraft Foods zijn snacks afdeling - en daarmee Stimorol - onder in een nieuwe dochteronderneming Mondelēz International. In 2022 deed Mondelez zijn Europese en Amerikaanse kauwgom tak - waaronder Stimorol - van de hand en verkocht deze aan Perfetti Van Melle.